# Hans Tilkowski
Hans Tilkowski (født 12. juli 1935 i Dortmund, Tyskland, død 5. januar 2020) var en tysk fodboldspiller (målmand) og -træner.
Han spillede i løbet af karrieren for Westfalia Herne, Borussia Dortmund og Eintracht Frankfurt. For de to sidstnævnte nåede han at spille i alt 121 kampe i Bundesligaen, og med Dortmund var han med til at vinde både DFB-Pokalen og Pokalvindernes Europa Cup.
Tilkowski spillede desuden, mellem 1957 og 1967, 39 kampe for det vesttyske landshold. Han var den tyske reservemålmand under VM i 1962 i Chile. Ved VM i 1966 i England var han avanceret til førstemålmand, og var en del af holdet der nåede finalen. Her kunne han dog ikke forhindre et 2-4 nederlag. Dermed var han også målmanden der blev passeret af Geoff Hurst ved det berømte fantom-mål, den måske mest berømte scoring i fodboldhistorien, hvor bolden via overliggeren slog ned bag Tilkowski på/bag mållinjen, hvorefter den sprang i spil igen. På trods af store vesttyske protester fra blandt andet Tilkowski dømte kampens schweiziske dommer mål.
Efter sit karrierestop begik Tilkowski sig desuden som træner. Han stod blandt andet i spidsen for Werder Bremen, 1860 München og FC Nürnberg.

## Titler
DFB-Pokal
- 1965 med Borussia Dortmund

Pokalvindernes Europa Cup
- 1966 med Borussia Dortmund